# Ludwigslust
Ludwigslust (IPAluːtvɪçsˈlʊst) er en by i det nordøstlige Tyskland med 12.255 indbyggere (2016)[kilde mangler], beliggende under Landkreis Ludwigslust-Parchim i delstaten Mecklenburg-Vorpommern. Indtil 2011 var den administrationsby i Landkreis Ludwigslust og fra 2011 forvaltningssæde for Amt Ludwigslust-Land, men selv amtsfri. Byen er den ene af de 18 mellemcentre (Mittelzentren) i Mecklenburg-Vorpommern og ligger i Metropolregion Hamburg, 40 km syd for Schwerin. Det er almindelig kendt at Lulu er en forkortelse for Ludwigslust.
Ludwigslust er beliggende i den vestlige del af Mecklenburg ved kanalen Ludwigsluster Kanal, en vandforbindelse mellem vandvejen Störkanal og floden Rögnitz, 35 kilometer syd for Schwerin og ved den østlige del af området Griesen. Vest for byen ligger en 550 hektar stor løvskov, i sydvest eng og nordøst og øst store frugtplantager. Byens nordøstlige og sydvestlige udkant er bevokset med nåleskov.
Foruden byområdet består kommunen af landsbyerne Katenstück, Jägerhof, Weselsdorf, Alte Ziegelei, Drusenhorst, Forsthaus, Georgenhof, Lindenkrug (ehemals zu Kummer), Mäthus og Niendorf.

## Historie
I 1333 nævnes godset Klenow i et dokument. Godset befandt sig i området hvor den nuværende slotsplads ligger. Landsbyen Klenowopstod i det 16. århundrede. I 1616 sælges godset Klenow til de mecklenborgske landsherrer. Efter Trediveårskrigen blev landsbyen opgivet.
Med tiden forandrede landbynavnet sig, 1333 villa Clonow, 1344 Klenow, 1399 Clenowe, 1422 Klene, 1438 Cleynow, 1534 Klenow und Kleynow, 1541/42 Kleyow, 1561 Kleinow und Klenow, 1603 Kleinow og 1637 Klenow.
Ludwigslust er en relativt ung by. I 1724 besluttede prins Ludwig, der var søn af hertugen af Mecklenburg-Schwerin, at bygge et jagtslot i bindingsværk ved Klenow. Senere, da han i 1747 overtog hertugdømmet, boede han det meste af tiden på jagtslottet. I 1754 fik Klenow efter anvisning af hertug Christian Ludwig navnet Ludwigslust. To år efter døde han, og efterfølgeren, hertug Frederik 2. af Mecklenburg-Schwerin (Friedrich der Fromme), flyttede residensen og hof til Schwerin fra 1763 til 1765, regeringsmyndighederne var dog blevet i Schwerin. Derefter begyndte byggeriet af det nye Ludwiglust, og efter velgennemtænkte planer opstod hoved-residensen for Mecklenburg-Schwerin. Nordvest for slottet opstod der efterhånden en af Nordtysklands største landskabsparker.
I 1765 blev Ludwigslust hovedstad i hertugdømmet i stedet for Schwerin. Byen fortsatte som residensby indtil 1837, da storhertug Paul Friedrich flyttede hovedstaden tilbage til Schwerin.
Fra 1765 til 1770 blev den ny hofkirke bygget (i dag byens kirke) og fra 1772 til 1776 blev residensen og det barokke slot bygget. Omkring slottet opstod den nuværende slotsplads, ved Kirchplatz og i Schloßstraße blev der bygget huse til slottets personalet.
Fra slutningen af det 18. århundrede boede der jøder i byen, som i denne tid oprettede en jødiske kirkegård. Kirkegården blev efter Krystalnatten den 9. november 1938 ødelagt og fjernet af nazisterne.
Fra 1804 til 1808 blev den katolske kirke bygget (i dag St. Helena) på en ø i slotsparken.

### Militærhistorie 1837 til 1992
1837 blev 2. eskadron flyttet til Ludwigslust og indkvarteret på kasernen ved Luisenstraße. Allerede i 1838 fulgte indkvarteringen af Mecklenburg-Schweriner dragonerne. I 1841 blev regimentet udvidet til fire eskadroner og omfattede 19 officerer, 4 læger, 40 underofficerer, 13 trompetérere, 280 dragoner og 313 heste, dertil en kvartermester, en sadelmager og en smed. Der blev bygget en ny kaserne, nye kantiner, nye huse og nye stalde. Senere fulgte en ny svømmeanstalt og tre ridebaner.
I 1848 blev halvdelen af regimentet indsat i krigen Treårskrigen mellem Slesvig-Holsten og Danmark. I 1866 kæmpede Mecklenburgs militær i Den preussisk-østrigske krig på Preussens side. Fra 1867 hed regimentet 1. Großherzoglich Mecklenburgisches Dragoner-Regiment Nr. 17 samt havde fem eskadroner, og i 1870-71 kæmpede tropperne i Den fransk-preussiske krig. 1914 var de i 1. verdenskrig indsatte først ved Vestfronten og fra 1915 ved Østfronten. I 1919 blev regimentet opløst. Resten blev indlemmet i 14. Reiter-Regiment i Reichswehr. I 1929 og 1939 blev der bygget nye kaserner og stalde. Under 2. verdenskrig blev dragonerne til en rekognosceringsbataljon, som blev indsat forskellige steder.

## Seværdigheder
- Schloss Ludwigslust, kaldes også "Lille Versailles i Mecklenburg". Slottet ligger i en stor park på 120 ha i engelsk stil med kanaler, springvand og kunstneriske vandfald.
- Stadtkirche bygget i 1765-1770 i nyklassisk stil med barokindflydelse. Dens klassiske udformning med en portico med seks doriske søjler får kirken til at minde om et græsk tempel.